# O Verdadeiro Amor
O Verdadeiro Amor é o segundo álbum de estúdio da cantora brasileira Ludmila Ferber, lançado em 1998 pela gravadora MK Music.
Destaque para a faixa título e as canções ¨Doce Presença¨ e ¨Chegou a Nossa Vez¨. O álbum ainda foi relançado na coleção ¨Série Grandes Nomes¨ junto com o álbum de Marina de Oliveira em 2004.
Em 2018, foi considerado o 56º melhor álbum da década de 1990, de acordo com lista publicada pelo Super Gospel.

## Faixas
1. "Doce Presença" - 3:32
2. "O Verdadeiro Amor" - 4:44
3. "Aliança" - 3:30
4. "Ao Único Deus"  - 2:54
5. "Aqui estamos Nós" - 3:02
6. "Junto a Ti" - 3:02
7. "O Cordeiro de Deus" - 2:53
8. "A Tua Unção" - 3:03
9. "Tua Misericórdia" - 3:29
10. "Vem e Visita" - 2:57
11. "Chegou a Nossa Vez" - 3:15
12. "A Esperança" - 4:36
13. "Medley" - 3:47